# Liste der Träger des Nationalpreises der DDR III. Klasse für Wissenschaft und Technik (1980–1989)
Diese Liste stellt die Träger des Nationalpreises der DDR in der III. Klasse für Wissenschaft und Technik zwischen den Jahren 1980 und 1989 dar. Zu den anderen Stufen siehe die Liste der Träger des Nationalpreises der DDR.

## Liste
| Auflistung nach Jahren                            |
| 1980 1981 1982 1983 1984 1985 1986 1987 1988 1989 |

| Jahr   | Preisträger | Preisträger | Verleihungsgrund | Anmerkung |
| ------ | --- | --- | --- | --------- |
| 1980 ↑ | Ernst Carstens Rudolf Eckardt Klaus Femmer Hermann Fiehring | Kollektiv „Entwicklung Cordanum“ aus dem VEB Pharmazeutisches Kombinat GERMED Dresden | Für seinen Anteil an der Entwicklung des neuen Herz- und Kreislaufmittels Cordanum |           |
| 1980 ↑ | Herbert Bose Wolfgang Glaser Erhard Kube Hans-Dieter Kuhl Joachim Meisel Rolf Miczynski | Kollektiv aus dem Institut für Nachrichtentechnik Berlin, Außenstelle Dresden | Für seinen Anteil an der Entwicklung der Geräte- und Meßtechnik eines Lichtleiter-Nachrichtenübertragungssystems                                                                                               |           |
| 1980 ↑ | Horst Bleul Gottfried Delsinger Rolf Marketsmüller Heinz Schönthier Wolfgang Schulze Hans-Joachim Streit | Kollektiv aus dem VEB Elektromaschinenbau Sachsenwerk Dresden | Für seinen Anteil an der Entwicklung und Produktionseinführung eines fahrbaren Bahnumformers zur Energieversorgung des Streckennetzes der Deutschen Reichsbahn                                                 |           |
| 1980 ↑ | Wolfgang Balzer Bernd Bethge Klaus Lorenscheit Winfried Pigorsch Otto Roth Willi Zöhn | Kollektiv des VEB Elektroprojekt und Anlagenbau Berlin | Für seinen Anteil an der Entwicklung und Einführung von neuen Technologien im Automatisierungsanlagenbau |           |
| 1980 ↑ | Bernhard Brönner Hermann Franke Helmut Kupper Ortwin Reichel Wolfgang Seidel Joachim Woithe | Entwicklungskollektiv „Programmsystem RATIBERT“ des VEB Zahnradwerk Pritzwalk | Für seinen Anteil an der Entwicklung eines Programmsystems zur Rationalisierung der technologischen Vorbereitung und zur Intensivierung von Produktionsprozessen                                               |           |
| 1980 ↑ | Walter Heier Herbert Houda Gerhard Naumann Joachim Olszewsky Werner Oschatz Herbert Schnurpel | Entwicklungskollektiv des VEB Werkstoffprüfmaschinen Leipzig | Für seinen Anteil an der Entwicklung einer automatischen prozessgesteuerten Zugfestigkeitsprüfanlage |           |
| 1980 ↑ | Rolf Eispaß Hans-Joachim Künne Lothar Mörl Joachim Sachse Siegfried Wiede | Kollektiv „Wirbelschichtgranuhertrocknung“ der Technischen Hochschule „Otto von Guericke“ Magdeburg und des Schwermaschinenbau-Kombinat „Ernst Thälmann“ Magdeburg | Für seinen Anteil an der Entwicklung eines neuen Wirkprinzips zur Wirbelschichttechnologie |           |
| 1980 ↑ | Peter Bork Manfred Hanke Herbert Henke Peter Krawczack Jürgen Pfeiffer Kurt Zube | Kollektiv der INTERFLUG | Für seinen Anteil an der Entwicklung und Einführung eines automatisierten Systems der Transportprozeßleitung                                                                                                   |           |
| 1980 ↑ | Witlof Brunner Harry Paul | Kollektiv aus dem Zentralinstitut für Optik und Spektroskopie der AdW der DDR | Für seine Arbeiten zu theoretischen Grundlagen der Quantenelektronik |           |
| 1980 ↑ | Edgar Kammerer Bernd Lößner Hansjürgen Matthies Tilmann Ott | Kollektiv des Instituts für Pharmakologie und Toxikologie der Medizinischen Akademie Magdeburg | Für seine Leistungen auf dem Gebiet der neurobiologischen Grundlagen des Lernens und der Gedächtnisbildung |           |
| 1980 ↑ | Hermann Gollub Hubert Gürtler Roland Saßmann Klaus Schmidt Werner Steffens Dieter Wendler | Kollektiv „Sozialistische Arbeitsgemeinschaft Forellenproduktion“ | Für seinen Anteil an der Entwicklung industriemäßiger Produktionsverfahren der Speisefischproduktion in der Binnenfischerei                                                                                    |           |
| 1980 ↑ | Helmuth Dahinten Sabine Großkopf Eckhard Jagusch Rainer Schulze Edgar Walter | Kollektiv „Entwicklung und Einführung neuer Technik in der Gemüseproduktion“ | Für seinen Anteil an der Entwicklung und Einführung neuer Ernte- und Aufbereitungstechnik im Gemüseanbau |           |
| 1980 ↑ | Hartmut Berndt Hans-Jürgen Gerhardt Erhard Meyer Hermann Wagner | Kollektiv der Hals-Nasen-Ohren-Klinik des Bereiches Medizin (Charité) der Humboldt-Universität zu Berlin | Für seinen Anteil an der Entwicklung und Einführung von mikrochirurgischen Techniken im Hals-Nasen-Ohren-Fachgebiet                                                                                            |           |
| 1980 ↑ | Günter Feist Peter H. Feist Kurt Junghanns Alfred Langer Harald Olbrich Gerhard Strauss | Herausgeberkollektiv „Lexikon der Kunst“ | Für die geschlossene Darstellung der Kunstwissenschaft auf marxistisch-leninistischer Basis im „Lexikon der Kunst“                                                                                             |           |
| 1980 ↑ | Heinz Bube Rolf Fuchs Wolfgang Gutewort Gerhard Kirchner Wolfgang Rockstroh Peter Zeller | Kollektiv für Wissenschaft und Technik in den Wintersportarten | Für hervorragende Forschungsleistungen auf methodischem, medizinischem und technischem Gebiet im Wintersport                                                                                                   |           |
| 1980 ↑ | Wolfgang Eichhorn | Bereichsleiter im Zentralinstitut für Philosophie der AdW der DDR | Für seine wissenschaftlichen Leistungen auf dem Gebiet des historischen Materialismus |           |
| 1980 ↑ | Siegfried Prößdorf | Bereichs- und Abteilungsleiter im Zentralinstitut für Mathematik und Mechanik der AdW der DDR | Für seine wissenschaftlichen Leistungen auf dem Gebiet singulärer Integralgleichungen |           |
| 1981 ↑ | Werner Lehmann-Beckow Uwe Lindner Peter Schneider Dietmar Schönfelder Horst-Robert Schütte | Kollektiv „EDV-System WIFODATA“ aus dem VEB Chemiekombinat Bitterfeld | Für seinen Anteil an der Entwicklung eines für die Wirkstofforschung geschaffenen Systems der maschinellen Datenverarbeitung                                                                                   |           |
| 1981 ↑ | Helmut Eberhardt Berthold Knauth Werner Kuhring Herbert Krug Günter Scholz | Kollektiv des VEB Gaskombinat Schwarze Pumpe | Für seinen Anteil an einer wesentlichen Leistungssteigerung der Gaserzeugung im VEB Gaskombinat Schwarze Pumpe auf der Basis neuer wissenschaftlich-technischer Lösungen                                       |           |
| 1981 ↑ | Bernhard Draßdo Eckart Freier Manfred Kunert Volker Möbius Horst Schindler Norbert Stoppok | Entwicklungskollektiv aus dem VEB Mikromat Dresden | Für seinen Anteil an der Erarbeitung wissenschaftlicher Grundlagen sowie an der Entwicklung und Überleitung von hochgenauen und leistungsfähigen Werkzeugmaschinen                                             |           |
| 1981 ↑ | Boris Grigorjewitsch Goldstein, Bürger der UdSSR Albert Adolfowitsch Goppen, Bürger der UdSSR Klaus Heerde Anatolij Iwanowitsch Lednikow, Bürger der UdSSR Dietrich Lemke Günther Mikolajzak Günter Mohr Igor Wladimirowitsch Nikolajew, Bürger der UdSSR | Zeitweiliges Arbeitskollektiv aus dem VEB Niles Preßluftwerkzeuge Berlin und dem Institut WNIISMI Moskau | Für seinen Anteil an der Entwicklung und Überleitung neuartiger Lösungen zur Vibrationsminderung an Drucklufthämmern                                                                                           |           |
| 1981 ↑ | Walter Freund Manfred Hartmann Walter Luther Achim Rickert Gerhard Slawinsky Jürgen Wachtler | Kollektiv aus dem VEB Kombinat Wälzlager und Normteile Karl-Marx-Stadt | Für seinen Anteil an der Entwicklung und Überleitung materialsparender Technologien sowie dafür erforderliche Ausrüstungen zur Kaltumformung von Normteilen                                                    |           |
| 1981 ↑ | Erhard Flechsig Günter Hipp Gerhard Hofmann Werner Krause Gerhard Meyer Werner Rank | Kollektiv aus dem VEB Sachsenring Automobilwerke Zwickau | Für seinen Anteil an der Erarbeitung beispielhafter Lösungen der Entwicklung und Anwendung von Industrierobotern                                                                                               |           |
| 1981 ↑ | Albrecht Dietzel Wolfgang Eifrig Alexis Neumann Günter Schäfer Dietmar Schober Ernst Stephan | Kollektiv der Sektion Fertigungsprozess und Fertigungsmittel der Technischen Hochschule Karl-Marx-Stadt und des VEB Kombinat Getriebe und Kupplungen Magdeburg, Stammbetrieb für Forschung und Rationalisierung Dresden                                                    | Für seinen Anteil an der Weiterentwicklung eines hochproduktiven technologischen Verfahrens für die metallverarbeitende Industrie                                                                              |           |
| 1981 ↑ | Gerd Daute Armin Elkershausen Thomas Großöhme Siegfried Maras Manfred Schwandtke Klaus-Günther Sorg | Entwicklungskollektiv aus dem VEB Zentraler Ingenieurbetrieb der Metallurgie | Für seinen Anteil ein der Vorbereitung und Durchsetzung neuer Rationalisierungslösungen auf der Grundlage der Robotertechnik                                                                                   |           |
| 1981 ↑ | Heinz Brandner Peter Grosch Inge Höpfner Karlheinz Lücke Heinz Meichsner Waltraud Tribius | Kollektiv aus der Bauakademie der DDR und dem VEB Stickstoffwerk Piesteritz | Für seinen Anteil an der Entwicklung und Anwendung des Hochleistungsbetonverflüssigers Viskoment |           |
| 1981 ↑ | Bertram Frenzel Werner Hiensch Wolfgang Köhler Walter Scholtis | Entwicklungskollektiv aus dem VEB Textimaforschung Malimo Karl-Marx-Stadt | Für seinen Anteil an der Entwicklung neuer Einsatzvarianten der Nähwirktechnik |           |
| 1981 ↑ | Gotthard Heide Günther Kastner Artur Krebs Harald Kulwatz Lothar Lehrack Joachim Stibbe | Kollektiv aus dem VEB Rationalisierung Landtechnische Instandsetzung Neuenhagen – Betriebsteil Charlottenthal – und dem VEB Landtechnisches Instandsetzungswerk Jessen | Für seinen Anteil an der Entwicklung und Einführung wissenschaftlich-technisch begründeter effektiver Technologien zur Ersatzteilregenerierung                                                                 |           |
| 1981 ↑ | Dieter Athenstedt Bernd Dorias Elisabeth Gall Eva Maack Jochen Mank Bernd Wilhelmi | Überbetriebliches Forschungs- und Entwicklungskollektiv zur „Komplexlösung zum Backen, Trennen und Verpacken von Knäckebrot“ | Für seinen Anteil an der Entwicklung und Inbetriebnahme einer hochproduktiven Technologie zur kontinuierlichen Produktion und Verpackung von Knäckebrot                                                        |           |
| 1981 ↑ | Hans Bentz Volkhard Fuchs Siegfried Golbs Hartmut Knauf Manfred Kühnert Gerhard Wittig | Kollektiv des VEB Tierarznei Weinböhla und der Karl-Marx-Universität Leipzig | Für seinen Anteil an der Entwicklung neuer veterinärmedizinischer Präparate |           |
| 1981 ↑ | Diethelm Hunstock Hans-Heinrich Kinze Hans Knop Rolf Pieplow Eberhard Seifert | Kollektiv der Hochschule für Ökonomie „Bruno Leuschner“ Berlin | Für seine wissenschaftlichen Arbeiten auf dem Gebiet der Volkswirtschaftsplanung |           |
| 1981 ↑ | Klaus-Peter Becker | Direktor der Sektion Rehabilitationspädagogik und Kommunikationswissenschaft der Humboldt-Universität zu Berlin | Für seine Forschungsergebnisse auf dem Gebiet der Rehabilitationspädagogik |           |
| 1981 ↑ | Walter Förste | Gruppenleiter Plastverbundwerkstoffe im VEB Elektrogerätewerk Suhl | Für seinen persönlichen Anteil zur Entwicklung und zum Einsatz von Plastverbundwerkstoffen |           |
| 1981 ↑ | Ernst Schmutzer | Ordentlicher Professor für Theoretische Physik an der Friedrich-Schiller-Universität Jena | Für seine Leistungen in Lehre und Forschung auf dem Gebiet der theoretischen Physik |           |
| 1981 ↑ | Dieter Wittich | Ordentlicher Professor an der Sektion Marxistisch-Leninistische Philosophie/Wissenschaftlicher Kommunismus der Karl-Marx-Universität Leipzig | Für seine wissenschaftlichen Arbeiten auf dem Gebiet der marxistisch-leninistischen Erkenntnistheorie |           |
| 1982 ↑ | Werner Altmann Helmut Effenberger Joachim Langer Walter Neugebauer Wolfgang von Woedtke | Entwicklungskollektiv „Wirbelbrenner-Frontfeuerung“ | Für seinen Anteil an der Entwicklung und industriellen Anwendung einer Wirbelbrenner-Frontfeuerung für Dampferzeuger                                                                                           |           |
| 1982 ↑ | Lothar Allner Günter Greth Horst Kasten Heinz Roller Günter Schricker Karl Wagner | Kollektiv aus dem VE Kombinat Anlagenbau-Braunkohle | Für seinen Anteil an den wissenschaftlich-technischen Grundlagen für die leistungssteigernde Rekonstruktion, den Umbau und die Umsetzung von Abraumförderbrücken                                               |           |
| 1982 ↑ | Paul Bernhöft Berthold Gartner Karl-Heinz Gillner Hans Iser Lothar Lehmann Günter Riedel Wolfgang Schuster | Kollektiv „Heizölsubstitution bei kleinen Dampferzeugern“ | Für seinen Anteil an der Erarbeitung neuer energieökonomischer Lösungen bei kleinen Dampferzeugern |           |
| 1982 ↑ | Hermann Dost Achim Kasper Wolfgang Könnecke Bernd Noll Gerd Schreiner | Kollektiv aus dem VEB Chemiekombinat Bitterfeld | Für seinen Anteil an der Entwicklung und großtechnischen Überführung eines neuen hochwirksamen Dispergiermittels für Farbstoffe                                                                                |           |
| 1982 ↑ | Werner Haase Armin Karl Gisbert Krause Matthias Kupfer Bernd Neubert Klaus Zierer | Kollektiv „Rationalisierungsmittelbau“ aus dem VEB TISORA Karl-Marx-Stadt | Für seinen Anteil an der Entwicklung elektronisch gesteuerter Maschinensysteme zur automatischen Teilefertigung im Textilmaschinenbau                                                                          |           |
| 1982 ↑ | Klaus Berkes Helmut Förster Eberhard Heldenreich Günter Ritschel Norbert Scholz Horst-Dieter Tscheuschner | Entwicklungskollektiv aus dem VEB Maschinenfabrik Heidenau und der Technischen Universität Dresden | Für seinen Anteil an der Entwicklung eines neuartigen effektiven Verfahrens zur automatisierten und kontinuierlichen Herstellung von Schokoladenmasse                                                          |           |
| 1982 ↑ | Joachim Donner Dietrich Lange Hans Nebel Klaus Posselt Bernd Strobel Sergej Andrejewitsch Tschistowitsch, Bürger der UdSSR | Kollektiv „Entwicklung neuartiger Warmwasser-Drückleitungen für Gebäude“ | Für seinen Anteil an der Entwicklung eines korrosionsfesten Werkstoffes für Warmwasserverteilungsleitungen |           |
| 1982 ↑ | Hans-Joachim Grüner Friedrich Krampf Hansjoachim Kühn Gerd Kühne Peter Langhammer Horst Neumann | Kollektiv „Entwicklung und Produktionsüberleitung Dichter Silikatbeton im Industrie- und Wohnungsbau“ | Für seinen Anteil an der Entwicklung und Einführung eines neuen Baustoffes auf einheimischer Rohstoffbasis zur Herstellung großformatiger Betonelemente                                                        |           |
| 1982 ↑ | Reiner Assel Wilfried Cierpinski Reinhard Hamann Peter Plastwich Karl Schwarz Wilfried Weber | Forschungs- und Überleitungskollektiv „Brüdenwärmenutzung für die Gewächshausproduktion“ | Für seinen Anteil an der Entwicklung und Erprobung von Anlagen zur Nutzung von Brüden aus Brikettfabriken für die Beheizung von Gewächshäusern                                                                 |           |
| 1982 ↑ | Roland Hoffmann Karl Marx Rudolf Ruder Rudolf Störr Horst Ullrich Günter Weisbach | Kollektiv „Entwicklungsvorlauf für neue polygrafische Maschinengenerationen“ | Für seinen Anteil an der Schaffung des wissenschaftlichen Vorlaufs für neue Erzeugnisse des polygrafischen Maschinenbaus                                                                                       |           |
| 1982 ↑ | Hans-Heinz Emons Peter Hellmold Wolfgang Horlbeck Gerda Schulze Wolfgang Voigt | Kollektiv der Technischen Hochschule „Carl Schorlemmer“ Leuna-Merseburg und der Bergakademie Freiberg | Für seinen Anteil an wissenschaftlichen Grundlagenuntersuchungen zur Chemie geschmolzener Salze |           |
| 1982 ↑ | Dieter Bartsch Volker Grobe Hans-Georg Hicke Horst Schimmelpfennig Ellen Spiegler Ingund Stimming | Forschungs- und Entwicklungskollektiv des Instituts für Polymerenchemie der AdW der DDR | Für seinen Anteil an der Entwicklung eines rationellen Verfahrens zur kontinuierlichen Herstellung asymmetrischer Zelluloseacetatmembranen                                                                     |           |
| 1982 ↑ | Wolfgang Brehmer Oswald Hladik Rudolf Münze Hans-Günter Reinhard Rolf Schwarzbach | Kollektiv des Zentralinstituts für Kernforschung Rossendorf der AdW der DDR | Für seinen Anteil an der Entwicklung eines Verfahrens zur Produktion von radioaktivem Molybdän |           |
| 1982 ↑ | Horst Frunder | Direktor des Instituts für Physiologische Chemie der Friedrich-Schiller-Universität Jena | Für seine wissenschaftlichen Leistungen auf dem Gebiet der medizinischen Biochemie sowie der Entwicklung und Anwendung leistungsfähiger Testsysteme für die klinische Chemie                                   |           |
| 1982 ↑ | Wolfgang Heise | Ordentlicher Professor an der Sektion Ästhetik und Kunstwissenschaften der Humboldt-Universität zu Berlin | Für seine wissenschaftlichen Arbeiten auf dem Gebiet der marxistisch-leninistischen Ästhetik und Kunsttheorie                                                                                                  |           |
| 1982 ↑ | Hans Hiebsch | Ordentlicher Professor an der Sektion Psychologie der Friedrich-Schiller-Universität Jena | Für seine wissenschaftlichen Arbeiten zur marxistisch-leninistischen Psychologie, insbesondere der Sozialpsychologie                                                                                           |           |
| 1982 ↑ | Günther Schilling | Ordentlicher Professor für Physiologie und Ernährung der Kulturpflanzen an der Martin-Luther-Universität Halle-Wittenberg | Für seine wissenschaftlichen Leistungen auf dem Gebiet der Regulation der Stoff- und Organbildung bei Kulturpflanzen                                                                                           |           |
| 1983 ↑ | Horst Focke Eberhard Hildebrandt Waldemar Jordan Dieter Koritz Kurt Ströer | Forschungs- und Entwicklungskollektiv aus dem VE Kombinat Braunkohlenkraftwerke | Für seinen Anteil an der Entwicklung einer neuartigen Staubzündfeuerung auf Rohbraunkohlebasis für Braunkohlenkraftwerke                                                                                       |           |
| 1983 ↑ | Rudolf Behning Eitel Fikkenscher Ullrich Finger Joachim Kunze Burkhard Reh Werner Voigt | Entwicklungskollektiv aus dem VEB Maxhütte Unterwellenborn und dem Zentralinstitut für Festkörperphysik und Werkstoffforschung Dresden der AdW der DDR | Für seinen Anteil an der Entwicklung bleifreier Hochleistungsautomatenstähle |           |
| 1983 ↑ | Ernst Bordes Heinz Hebisch Richard Kilian Günter Kleinschmidt Rolf Marschner Joachim Wehner | Entwicklungskollektiv des VEB Petrolchemisches Kombinat Schwedt, Stammbetrieb | Für seinen Anteil an der Entwicklung eines neuen Verfahrens zur Herstellung des Faserrohstoffes Acrylnitnl |           |
| 1983 ↑ | Dietrich Mehr Heinz Rumberg Karl Steinfelder Bernd Thuß Peter Vetters Reinhard Welsch | Forschungs- und Entwicklungskollektiv aus dem VEB Elektronik Gera und dem Forschungsinstitut „Manfred von Ardenne“ Dresden | Für seinen Anteil an der Entwicklung eines effektiven Verfahrens zur Kontaktierung von Keramikkondensatoren |           |
| 1983 ↑ | Günter Aey Wolf-Dietrich Härtel Horst Hentschel Horst Kiank Rudolf Keinzer Walter Mücke | Entwicklungs- und Überführungskollektiv aus dem VEB Waggonbau Niesky | Für seinen Anteil an der Entwicklung eines neuen Typs von Flachwagen für den Eisenbahngütertransport |           |
| 1983 ↑ | Peter Arnhold Manfred Hoppe Wolfgang Kunert Klaus Mehner Werner Mißbach Manfred Riege | Entwicklungs- und Konstruktionskollektiv des VEB Ingenieurbetrieb für Rationalisierung Karl-Marx-Stadt, Entwicklungsstelle Döbeln | Für seinen Anteil an der Entwicklung und den Bau einer automatisierten Sonderschweißanlage für Gasheizgeräte                                                                                                   |           |
| 1983 ↑ | Manfred Dersinske Klaus-Dieter Herte Gerhard Schermer Klaus Schieferdekker Detlef Schröter Eberhard Schulze | Entwicklungs- und Überleitungskollektiv im VEB Bodenbearbeitungsgeräte „Karl Marx“ Leipzig | Für seinen Anteil an der Entwicklung von Automatisierungslösungen in der schweißtechnischen Fertigung |           |
| 1983 ↑ | Heinz Georg Osmar Becker Günter Domschke Egon Fanghänel Klaus Schwetlick | Autorenkollektiv des „Organikum“ der Technischen Hochschule „Carl Schorlemmer“ Leuna-Merseburg und der Technischen Universität Dresden | Für seinen Anteil an der konzeptionellen und didaktischen Entwicklung des Hochschullehrbuches „Organikum“ |           |
| 1983 ↑ | Peter Gaworzewski Ralf Gleichmann Fritz-Günter Kirscht Wolfgang Liebe Walter Nitzsche Hans Richter | Kollektiv des Instituts für Physik der Werkstoffbearbeitung und des Instituts für Festkörperphysik und Elektronenmikroskopie der AdW der DDR sowie des VEB Funkwerk Erfurt                                                                                                 | Für seinen Anteil an der Erarbeitung wissenschaftlicher Grundlagen zur Erhöhung der Effektivität der Schaltkreisproduktion                                                                                     |           |
| 1983 ↑ | Rolf Enderlein | Ordentlicher Professor für Theoretische Physik, Direktor der Sektion Physik der Humboldt-Universität zu Berlin | Für seine theoretischen Untersuchungen an Halbiertem in starken elektrischen Feldern und bei hohen Anregungsdichten                                                                                            |           |
| 1983 ↑ | Reinhard Mocek | Ordentlicher Professor an der Martin-Luther-Universität Halle-Wittenberg, Sektion Marxistisch-leninistische Philosophie | Für seine hervorragenden Leistungen zu philosophischen Fragen der Natur- und technischen Wissenschaften und zur Analyse und Kritik der bürgerlichen Philosophie                                                |           |
| 1983 ↑ | Manfred Peschel | Leiter des Forschungsbereiches Mathematik/Kybernetik der AdW der DDR | Für seine wissenschaftlichen Arbeiten auf dem Gebiet der kybernetischen Systemtheorie und ihrer Anwendung zur Modellbildung und Optimierung                                                                    |           |
| 1983 ↑ | Hans Triebel | Ordentlicher Professor für Analysis an der Sektion Mathematik der Friedrich-Schiller-Universität Jena | Für seine wissenschaftlichen Arbeiten auf dem Gebiet der Theorie der Funktionenräume |           |
| 1984 ↑ | Klaus Hothmann Bernhard Kahn Wolfgang Kluge Gerhardt Manig Heinz Schröder Rudolf Ungethüm | Kollektiv aus dem Institut für Energetik/Zentralstelle für rationelle Energieanwendung Leipzig und dem VEB Kraftwerk Elbe, Vockerode | Für seinen Anteil an der Entwicklung eines hocheffektiven Verfahrens zur Rauchgasentschwefelung |           |
| 1984 ↑ | Henry Förster Kurt Kossatz Herbert Krause Hans-Peter Wandt Dieter Zimmermann | Forschungs- und Entwicklungskollektiv aus dem VEB Kraftwerk Thierbach und dem ORGREB-Institut für Kraftwerke Vetschau | Für seinen Anteil an der Entwicklung eines Verfahrens zur komplexen Trockenascheaufbereitung |           |
| 1984 ↑ | Klaus Fichtner Günter Koenig Horst Lindner Volker Merkewitz Gerhard Rüger Siegfried Schön | Entwicklungskollektiv des VEB Kombinat Elektromaschinenbau Dresden | Für seinen Anteil an der Entwicklung und Produktionsüberleitung einer neuen Generation roboterspezifischer Stellmotoren                                                                                        |           |
| 1984 ↑ | Günter Groß Willi Kelle Heinz Krämer Siegfried Metz Gerhard Reichert Christian Schubert | Entwicklungskollektiv aus dem VEB Waggonbau Dessau | Für seinen Anteil an der Entwicklung von Spitzenerzeugnissen des Kühlfahrzeugbaues |           |
| 1984 ↑ | Manfred Biedermann Helmut Rieger Erich Schmidt Karl Vaclahovsky Michael Wassiljew Eckart Winkel | Kollektiv aus dem VEB Lederwerk „August Apfelbaum“ Neustadt-Glewe, dem VEB Vereinigte Lederwerke Zug, dem VEB Schuhfabrik „Goldpunkt“ Berlin, dem VEB Lederwaren „Intermod“ Bautzen und dem Forschungsinstitut für Leder- und Kunstledertechnologie Freiberg               | Für seinen Anteil an neuen Lösungen zur höheren Veredlung und umfassenden Nutzung des Schweinshautaufkommens                                                                                                   |           |
| 1984 ↑ | Karl-August Drigert Horst Gerstner Werner Haupt Dieter Kautzsch Helmut Polster Edgar Sieber | Kollektiv aus dem VEB Betonleichtbaukombinat Dresden und der Bauakademie der DDR | Für seine wissenschaftlich-technischen Leistungen zur Qualitätserhöhung und Verbesserung der Material- und Energieökonomie bei Beton-, Stahlbeton- und Spannbetonkonstruktionen                                |           |
| 1984 ↑ | Gerhard Bolduan Horst Graupner Uwe Herrmann Horst Jung Walter Kracht Joachim Redeker | Kollektiv aus dem Forschungszentrum für Tierproduktion Dummerstorf-Rostock der Akademie der Landwirtschaftswissenschaften der DDR, dem VEB Schweinezucht und -mast Eberswalde und der LPG Tierproduktion Alt-Salze                                                         | Für seine grundlegenden Arbeiten bei der Entwicklung eines neuen, ernährungswissenschaftlich begründeten Fütterungssystems für die Schweineproduktion                                                          |           |
| 1984 ↑ | Franz Engel Günter Hofmann Peter Trägner Ludwig Walther | Entwicklungs- und Überleitungskollektiv der Sektion Elektronik-Technologie und Feingerätetechnik der Technischen Universität Dresden und des VEB Meßgerätewerk „Erich Weinert“ Magdeburg                                                                                   | Für die Entwicklung und Überleitung eines universell einsetzbaren Systems von mikroelektronischen Infrarothandpyrometern „Pyrovar“                                                                             |           |
| 1984 ↑ | Dieter Gmyrek Ludwig Grauel Johann Gross Ingeborg Syllm-Rapoport Roland R. Wauer | Kollektiv der Kinderklinik des Bereiches Medizin (Charité) der Humboldt-Universität zu Berlin | Für die Erweiterung wissenschaftlicher Grundlagen zur Senkung der Säuglingssterblichkeit in der DDR, insbesondere der Frühgeborenensterblichkeit                                                               |           |
| 1984 ↑ | Joachim Bergmann Horst Kehlen Margit Rätzsch | Kollektiv der Technischen Hochschule „Carl Schorlemmer“ Leuna-Merseburg | Für seine grundlegenden Arbeiten auf dem Gebiet der kontinuierlichen Thermodynamik und ihrer Anwendung |           |
| 1984 ↑ | Dieter Hammer Volker Heymer Hermann Meier Henry Stahl Ingo Wende Norbert Wulst | Forschungskollektiv des Zentrums für Rechentechnik der AdW der DDR und des Rechenzentrums der Technischen Universität Dresden | Für seinen Anteil an der Schaffung des wissenschaftlichen Vorlaufs auf dem Gebiet der Rechnernetztechnologie                                                                                                   |           |
| 1984 ↑ | Lothar Elstner Hans-Friedrich Hadamovsky Werner Kamprath Hans-Joachim Schnabel Christoph Schulze | Forschungskollektiv des Zentralinstituts für Elektronenphysik der AdW der DDR und des VEB Gleichrichterwerk Stahnsdorf | Für seinen Anteil an der Ausarbeitung der wissenschaftlichen Grundlagen und der Basistechnologien einer neuen Generation von elektronischen Leistungsbauelementen                                              |           |
| 1984 ↑ | Rolf Badstübner Manfred Bensing Heinz Hümmler Helmut Neef Rolf Stöckigt Heinz Wohlgemuth | Kollektiv „Geschichte der DDR“ | Für seine Beiträge zur Geschichte der DDR und der SED |           |
| 1984 ↑ | Peter Bankwitz | Abteilungsleiter im Zentralinstitut für Physik der Erde der AdW der DDR | Für seine Verdienste zur Erforschung von Bruchdeformationen der Erdkruste |           |
| 1984 ↑ | Kurt Finker | Leiter des Wissenschaftsbereiches Deutsche Geschichte und Prorektor für Gesellschaftswissenschaften an der Pädagogischen Hochschule „Karl Liebknecht“ Potsdam | Für seine Beiträge zur Geschichte der neuesten Zeit, insbesondere für seine Arbeiten zur Widerstandsbewegung gegen den deutschen Faschismus                                                                    |           |
| 1984 ↑ | Detlef Gröger | Abteilungsleiter am Institut für Biochemie der Pflanzen der AdW der DDR | Für seine hervorragenden Leistungen auf dem Gebiet der Biochemie sekundärer Pflanzenstoffe |           |
| 1984 ↑ | Helmut Haenel | wissenschaftlicher Mitarbeiter des Zentralinstituts für Ernährung der AdW der DDR | Für seine Beiträge zur medizinischen Ernährungsforschung |           |
| 1984 ↑ | Günther Heublein | Ordentlicher Professor an der Sektion Chemie der Friedrich-Schiller-Universität Jena | Für seine Forschungsarbeiten zur Herstellung hochpolymerer Werkstoffe |           |
| 1984 ↑ | Helmut Koch | Bereichsleiter am Institut für Mathematik der AdW der DDR | Für hervorragende Ergebnisse in der mathematischen Grundlagenforschung auf dem Gebiet der algebraischen Zahlentheorie                                                                                          |           |
| 1984 ↑ | Claus Träger | Hochschullehrer an der Karl-Marx-Universität Leipzig | Für seine Arbeiten zur Geschichte und Theorie der Literatur sowie zur Methodologie der Literaturwissenschaft                                                                                                   |           |
| 1985 ↑ | Hermann Bresse Fritz Erdbeer Marlis Kiese Eckehard Lange Siegfried Reinholz | Forschungs- und Entwicklungskollektiv des VEB Chemiekombinat Bitterfeld | Für seinen Anteil bei der Entwicklung modifizierter Plaste |           |
| 1985 ↑ | Johannes Claußner Horst Hörn Hartmut Schmerwitz Werner Schößler Siegfried Suske | Entwicklungs- und Überführungskollektiv aus dem VEB Mineralölverbundleitung Schwedt | Für seinen Anteil an der Entwicklung und Einführung eines effektiven Rohrleitungstransportes von Dieselkraftstoff                                                                                              |           |
| 1985 ↑ | Günter Bertbei Wolfgang Gärtner Horst Gernhardt Helmut Schmieder Klaus-Dietmar Voigt Ullrich Zeth | Entwicklungs- und Überleitungskollektiv aus dem VEB Carl Zeiss Jena | Für seinen Anteil an der Entwicklung und Produktionseinführung eines Luftbildaufnahmesystems höchster Auflösung mit Bildwanderungsausgleich                                                                    |           |
| 1985 ↑ | Christoph Harnisch Bernd Holler Karl-Hans Hunger Günter Rabending Dieter Riedel Michael Süß | Entwicklungskollektiv des VEB Meßgerätewerk Zwönitz und der Ernst-Moritz Arndt-Universität Greifswald | Für die Entwicklung eines programmierbaren Diagnosegerätes für den klinischen Bereich und die ambulante Diagnostik                                                                                             |           |
| 1985 ↑ | Karl-Heinz Helling Karl-Heinz Ihle Andreas Jurk Manfred Neumann Karl-Heinz Panzner Rudolf Peschke Horst Schmidt | Kollektiv aus dem Kombinat VEB Elektronische Bauelemente Teltow und dem Forschungsinstitut „Manfred von Ardenne“ Dresden | Für seinen Anteil an der Entwicklung und Produktionsüberleitung einer neuen Generation von höchstproduktiven Bedampfungsanlagen für Kondensatorenfolie und -papier                                             |           |
| 1985 ↑ | Wolf-Dietrich Graf Werner Mädler Gerd Reich Lothar Rötz Fred Schulz Karl Vogt | Kollektiv des VEB Kombinat Umformtechnik „Herbert Warnke“ Erfurt und des VEB Werkzeugkombinat Schmalkalden, Stammbetrieb | Für seinen Anteil bei der Realisierung des automatischen Fertigungsabschnittes Mähmesserklingen |           |
| 1985 ↑ | Karl-Heinz Banke Hans Feistauer Johannes Herdtler Ludwig Klemm Lothar Müller Eberhard Rohlig | Entwicklungs- und Überleitungskollektiv des VEB Kombinat Technische Textilien Karl-Marx-Stadt, des Forschungsinstituts für Textiltechnologie Karl-Marx-Stadt, des VEB Papiermaschinenwerke Freiberg und der PGH Elektroanlagen – Projektierung und Autolicht Schwarzenberg | Für seinen Anteil an der Entwicklung eines Verfahrens und einer Industrieanlage zur Herstellung qualitativ hochwertiger bindemittelfreier Vliesstoffe                                                          |           |
| 1985 ↑ | Artur Gradewald Ludwig Heinz Frank Heinze Karl Schmidt Detlef Schneider Reinhard Werner | Kollektiv aus dem VEB Geothermie Neubrandenburg, dem Volkseigenen Kombinat Verbundnetze Energie Berlin, dem VEB Kombinat Gasanlagen Mittenwalde, dem VEB Kombinat Pumpen und Verdichter Halle und der Bergakademie Freiberg                                                | Für seinen Anteil zur Nutzung geothermischer Ressourcen als Energieträger für die Wärmeversorgung |           |
| 1985 ↑ | Detlef Ballschuh Matthias Hahn Werner Jaeger Roland Ohme Jochen Rusche Christine Wandrey | Kollektiv des Instituts für chemische Technologie und des Instituts für Polymerenchemie „Erich Correns“ der AdW der DDR | Für seine herausragenden Leistungen auf dem Gebiet der chemischen Synthese und Reaktionskinetik zur Schaffung, eines Spezialpolymeres zum Einsatz als Flockungsmittel                                          |           |
| 1985 ↑ | Hansjürgen Bachert Artur Bärwolff Günter Butzke Jürgen Frahm Günter Heine | Forschungs- und Entwicklungskollektiv des Zentralinstituts für Optik und Spektroskopie der AdW der DDR und des VEB Werk für Fernsehelektronik Berlin | Für seinen Anteil bei der Schaffung von Senderbauelementen für die Lichtleiternachrichtentechnik |           |
| 1985 ↑ | Herwart Ambrosius Ingrid Behn Helmut Fiebig Uwe Karsten Burkhard Micheel Herbert Musielski Günter Pasternak | Kollektiv der Sektion Biowissenschaften der Karl-Marx-Universität Leipzig, des Zentralinstituts für Molekularbiologie der AdW der DDR und des Staatlichen Instituts für Immunpräparate und Nährmedien                                                                      | Für hervorragende Leistungen bei der Entwicklung und Einführung monoklonaler Antikörper in die medizinische Diagnostik                                                                                         |           |
| 1985 ↑ | Anton Horn Klaus Thielmann | Kollektiv des Bereiches Medizin der Friedrich-Schiller-Universität Jena und der Medizinischen Akademie Erfurt | Für die Entwicklung der wissenschaftlichen und technischen Grundlagen eines neuartigen Systems zur biochemischen und Immunchemischen Ultramikroanalytik                                                        |           |
| 1985 ↑ | Kurt Krambach Manfred Lötsch Rudhard Stollberg Rudi Weidig | Kollektiv des Instituts für Marxistisch-Leninistische Soziologie der Akademie für Gesellschaftswissenschaften beim ZK der SED und des Bereiches Soziologie an der Martin-Luther-Universität Halle-Wittenberg                                                               | Für seine Arbeiten zur Klassen- und Sozialstruktur in der DDR und den sozialen Triebkräften ökonomischen Wachstums                                                                                             |           |
| 1985 ↑ | Hans-Heinrich Hörhold | Hochschullehrer an der Sektion Chemie der Friedrich-Schiller-Universität Jena | Für seine Arbeiten zur Entwicklung von Spezialpolymeren |           |
| 1985 ↑ | Johannes Irmscher | Direktor des Bereiches griechisch-römische Kulturgeschichte des Zentralinstituts für Alte Geschichte und Archäologie der AdW der DDR | Für seine langjährigen Forschungsarbeiten in den Altertumswissenschaften |           |
| 1985 ↑ | Hans-Dietrich Kahlke | Direktor des Instituts für Quartärpaläontologie Weimar | Für seine Pionierleistungen bei der Erforschung des erdgeschichtlichen Quartärzeitalters im Zusammenhang mit der frühen Menschwerdung                                                                          |           |
| 1985 ↑ | Rudolf Millner | Direktor des Instituts für Angewandte Biophysik, Bereich Medizin, der Martin-Luther-Universität Halle-Wittenberg | Für seine wissenschaftliche Leistung auf dem Gebiet der Biophysik des Ultraschalls und den besonderen Anteil an der klinischen Einführung und industriellen Nutzbarmachung der entwickelten Techniken          |           |
| 1985 ↑ | Heinrich Opitz | Direktor des Wissenschaftsbereiches Philosophie der Parteihochschule „Karl Marx“ beim ZK der SED | Für seine Verdienste bei der schöpferischen Entwicklung der marxistisch-leninistischen Philosophie, insbesondere der Erkenntnistheorie                                                                         |           |
| 1985 ↑ | Ernst Ullmann | Hochschullehrer an der Sektion Kultur- und Kunstwissenschaften der Karl-Marx-Universität Leipzig | Für seine hervorragenden Arbeiten zur marxistisch-leninistischen Kunstwissenschaft |           |
| 1986 ↑ | Heinz Langer | Professor an der Sektion Mathematik der Technischen Universität Dresden | Für seine hervorragenden wissenschaftlichen Leistungen auf dem Gebiet der mathematischen Grundlagenforschung                                                                                                   |           |
| 1986 ↑ | Dietrich Mania | Wissenschaftlicher Arbeitsgruppenleiter im Landesmuseum für Vorgeschichte Halle | Für seine hervorragenden archäologischen und naturwissenschaftlichen Forschungsergebnisse |           |
| 1986 ↑ | Manfred Naumann | Direktor des Zentralinstituts für Literaturgeschichte der AdW der DDR | Für seine hervorragenden Arbeiten auf dem Gebiet der marxistisch-leninistischen Literaturwissenschaft |           |
| 1986 ↑ | Ernst Schumacher | Professor an der Sektion Ästhetik und Kunstwissenschaften der Humboldt-Universität zu Berlin | Für seine hervorragenden Arbeiten auf dem Gebiet der sozialistischen Literatur- und Theaterwissenschaft |           |
| 1986 ↑ | Frank Ellenberger Bernd Görner Reinhard Klus Frank Petrich Klaus Wonneberger Dieter Zschiesohe | Forschung- und Entwicklungskollektiv des Volkseigenen Braunkohlenkombinates Senftenberg, Stammbetrieb | Für seinen Anteil an der Entwicklung und Einführung einer durchgängigen Komplexautomatisierung an der Abraumförderbrücke im Großtagebau Meuro                                                                  |           |
| 1986 ↑ | Rainer Dähnert Alfred Kothe Bernd Leopold Günter Piske Dieter Schenker Klaus Strzodka | Forschungs- und Realisierungskollektiv aus dem Volkseigenen Braunkohlenkombinat Senftenberg, der Bergakademie Freiberg und der Obersten Bergbehörde beim Ministerrat der DDR                                                                                               | Für seinen Anteil an der Entwicklung von wissenschaftlichen Modellen, Technologien und Überwachungsverfahren zur Intensivierung der Kohlegewinnung im Tagebau Berzdorf                                         |           |
| 1986 ↑ | Manfred Dick Rolf Hessel Karl-Heinz Langheinrich Helmut Rabe Klaus Kühle Gerhard Wiederhold | Entwicklungs- und Überleitungskollektiv aus dem VEB Mikrofontechnik Gefell und der Friedrich-Schiller Universität Jena | Für seine wissenschaftlich-technischen Arbeiten zu Laser- und Lasergravursystemen |           |
| 1986 ↑ | Peter Helbig Andreas Kraus Rudolf Sehroller Günter Unter Gert Wille Gerhard Zeißig | Entwicklungs- und Überleitungskollektiv aus dem VEB Polyfol Markkleeberg, dem Forschungsinstitut „Manfred von Ardenne“ Dresden, und dem VEB Kombinat Verpackung Leipzig | Für die Entwicklung und Anwendung einer neuen Folienbedampfungstechnologie bei der Herstellung von Verpackungsmitteln                                                                                          |           |
| 1986 ↑ | Herbert Bloi Wolfgang Dedecke Frank Ende Horst Pritzkow Günter Scherf Karlheinz Weissbach | Kollektiv aus dem VEB Betonleichtbaukombinat Dresden, dem VEB Betonprojekt Dessau, dem VEB Bau- und Montagekombinat Magdeburg, dem VEB Betonwerk Halberstadt und der Bauakademie der DDR                                                                                   | Für seine Leistungen zur Entwicklung und Produktionseinführung der Stahlbetonzellenbauweise für kernkraftwerkstypische Wand- und Deckenkonstruktionen                                                          |           |
| 1986 ↑ | Reichsbahn-Amtmann Heinz Greger Reichsbahn-Hauptrat Lothar Köhler Reichsbahn-Hauptsekretär Hans Lehmann Reichsbahn-Rat Horst Niemsch Reichsbahn-Oberrat Heinz Nippe Reichsbahn-Rat Christian Rohde                                                        | Kollektiv der Deutschen Reichsbahn | Für die Realisierung der Verkehrslösung „Greifswalder Straße/Ernst-Thälmann-Park“ |           |
| 1986 ↑ | Gert Basholzer Helmut Fröhlich Helma Pinkau Hörst Schüler Bernhard Volks Georg Vogel Karl-Heinz Züllsdorf | Kollektiv aus dem Institut für Gemüseproduktion Großbeeren der Landwirtschaftswissenschaften der DDR, der LPG Pflanzenproduktion „Friedrich Engels“ Queis, der LPG Pflanzenproduktion „Egelner Mulde“ Groß Börnecke und dem VEB Kombinat Gartenbautechnik Berlin           | Für die Entwicklung und Einführung effektiver Verfahren der Gemüseproduktion zur Sicherung einer ganzjährigen Versorgung                                                                                       |           |
| 1986 ↑ | Helmut Harzbecker Siegfried Köhler Klaus Mörbe Erich Pompe Karl Köder Helmut Ziehe | Kollektiv aus der Zentralstelle für Korrosionsschutz Dresden, dem Institut für Energetik/Zentralstelle für rationelle Energieanwendung Leipzig, dem Volkseigenen Kombinat Braunkohlenkraftwerke Jänschwalde und dem VEB Fettchemie Karl-Marx-Stadt                         | Für die Entwicklung und Einführung von korrosionshemmenden Mitteln zur Erhöhung der Effektivität und Lebensdauer von Kühlkreisläufen in Kraftwerken                                                            |           |
| 1986 ↑ | Karin Büttner-Janz Kurt Schellnack Horst Waldleben Hartmut Zippel | Entwicklung- und Betreuerkollektiv aus der Klinik für Orthopädie des Bereiches Medizin (Charité) der Humboldt-Universität zu Berlin und dem VEB Pentacon Dresden, Kamera- und Kinowerke                                                                                    | Für seine Verdienste um Neuentwicklungen auf dem Gebiet des Bandscheiben- und Knochenersatzes für den menschlichen Bewegungsapparat                                                                            |           |
| 1986 ↑ | Heinrich Herrmann Horst Kunath Andreas Leuchtenberger Manfred Rothe Heinz Ruttloff | Entwicklungskollektiv aus dem Zentralinstitut für Ernährung der AdW der DDR, dem VEB Geflügelwirtschaft Dresden und dem VEB Ostra Dresden | Für die Entwicklung und Einführung eines biotechnologischen Verfahrens zur Herstellung von Aromakonzentrat |           |
| 1987 ↑ | Ludwig Elm | Professor für Wissenschaftlichen Sozialismus an der Friedrich-Schiller-Universität Jena | Für seine wissenschaftlichen Arbeiten über den bürgerlichen Konservatismus der Gegenwart |           |
| 1987 ↑ | Eckhard Müller-Mertens | Leiter des Wissenschaftsbereiches Mittelalterliche Geschichte an der Humboldt-Universität zu Berlin | Für seine wissenschaftlichen Arbeiten auf dem Gebiet der Geschichte des Mittelalters |           |
| 1987 ↑ | Rudolf Diersch Herbert Erler Manfred Heinzel Joachim Homilius Georg Milde Siegfried Standke | Kollektiv aus dem Brennstoffinstitut Freiberg und dem VEB Germania Karl-Marx-Stadt | Für die Entwicklung eines Transportsystems für verbrauchte Brennstoffkassetten von Kernreaktoren |           |
| 1987 ↑ | Hans-Joachim Bornmann Heinrich Georgi Klaus Käseberg Achim Kiel Dietmar Rose | Kollektiv aus dem VEB Kombinat Kali Sondershausen | Für die hervorragenden Ergebnisse bei der Entwicklung und großtechnischen Anwendung eines neuen Verfahrens zur zusätzlichen Wertstoffgewinnung aus Kaliendlaugen                                               |           |
| 1987 ↑ | Rainer Dietze Heinz Görl Wolfgang Moucha Nikolaus Schindler Henry Schlauderer | Kollektiv aus dem VEB Bergbau und Hüttenkombinat „Albert Funk“ Freiberg | Für die Entwicklung und Produktionseinführung eines hocheffektiven Abbauverfahrens für Zinnerze |           |
| 1987 ↑ | Frank Barsikow Alexander Ernst Günter Hoffmann Karl-Heinz Leinius Wolfgang Stelnicke | Kollektiv aus dem Kombinat VEB Lokomotivbau-Elektrotechnische Werke „Hans Beimler“ Hennigsdorf | Für die Entwicklung eines hocheffektiven Verfahrens zum hydromechanischen Aufschluß von Glimmer für die Elektroindustrie                                                                                       |           |
| 1987 ↑ | Walter Brandt Hinrich Bruhn Kurt Haase Heinz Karau Hans-Jürgen Lisowski Rolf Schmidt Heinz Tietge | Kollektiv aus dem Schwermaschinenbaukombinat „Ernst Thälmann“ Magdeburg und dem VEB Elektroprojekt und Anlagenbau Berlin | Für seine hervorragenden Leistungen bei der Entwicklung, Fertigung und Inbetriebnahme neuer Hochleistungswalzwerke als Feinstahldrahtstraßen                                                                   |           |
| 1987 ↑ | Günter Golbs Steffen Greif Friedemann Kux Richard Lamm Siegfried Renger Rainer Wendler | Kollektiv aus dem VEB Robur-Werke Zittau und dem Forschungsinstitut für Textiltechnologie Karl-Marx-Stadt | Für hervorragende Leistungen bei der Entwicklung und Einführung eines Baukastensystems von hochautomatisierten Textilmaschinen zur Naßveredlung                                                                |           |
| 1987 ↑ | Eckhard Anders Hans-Joachim Jennerich Reinhard Lauterbach Siegfried Mamzer Norbert Schier Ludwig Spannhof | Kollektiv aus dem VEB Fischkombinat Rostock und der Wilhelm-Pieck-Universität Rostock | Für die Entwicklung und Einführung eines Verfahrens zur Produktion von Regenbogenforellen „unter Brackwasserbedingungen“                                                                                       |           |
| 1987 ↑ | Wolfgang Fiedler Joachim Holldorf Karl-Heinz Lübke Jochen Markwardt Lothar Roth Joachim Schurig | Kollektiv aus dem VEB Bau- und Montagekombinat Industrie- und Hafenbau Stralsund | Für hervorragende wissenschaftlich-technische Leistungen bei der Errichtung der Seebauwerke des Fährhafens Saßnitz-Mukran                                                                                      |           |
| 1987 ↑ | Dieter Ebert Max Exner Wilfried Groth Rudolf Jauert Norbert Makowski Hans-Joachim Müller Gustav Wille | Kollektiv aus der Akademie der Landwirtschaftswissenschaften der DDR, dem VEG Saatzucht Schwaneberg (Sülzetal), der LPG Pflanzenproduktion „Ernst Thälmann“ Ahrenshagen und der LPG Pflanzenproduktion Albersroda                                                          | Für seinen Anteil an der Erarbeitung und Einführung wissenschaftlicher Grundlagen für neue Verfahren der Getreide- und Winterrapsproduktion                                                                    |           |
| 1987 ↑ | Gernot Fritzsch Wolfgang Müller Jochen Schöche Wilfried Webner | Kollektiv aus dem Bezirkskrankenhaus „Friedrich Wolf“ Karl-Marx-Stadt und der Technischen Universität Karl-Marx-Stadt | Für die Entwicklung wissenschaftlicher und technischer Grundlagen zur Anwendung des Leistungsultraschalls in der Neurochirurgie                                                                                |           |
| 1987 ↑ | Gunter Ebest Stefan Günther Roland Köhler Hans Lippmann Dietrich Theß Peter Wohlgemuth | Kollektiv aus der Technischen Universität Karl-Marx-Stadt und dem VEB Forschungszentrum Mikroelektronik Dresden | Für die Realisierung einer modernen Technologie zur Herstellung integrierter Schaltkreise |           |
| 1987 ↑ | Fritz Böhm Stefan Grüner Hans Meffert Hans-Peter Scherf Niels Sönnichsen | Kollektiv aus der Humboldt-Universität zu Berlin und dem Sportmedizinischen Dienst der SV Dynamo Berlin | Für wissenschaftliche Arbeiten zur Wirkung ultravioletter Strahlung auf den menschlichen Organismus und die Entwicklung daraus abgeleiteter therapeutischer Methoden                                           |           |
| 1987 ↑ | Klaus Baumüller Albrecht Krüger Dietrich Müller Joachim Rauchfuß Jürgen Weißenburg | Kollektiv aus dem Zentrum für wissenschaftlichen Gerätebau der AdW der DDR | Für die Schaffung einer hochleistungsfähigen Flüssigphasenepitaxieanlage für die Optoelektronik |           |
| 1987 ↑ | Detlev Behnke Johannes Gumpert Horst Malke Udo Taubeneck | Kollektiv aus dem Zentralinstitut für Mikrobiologie und experimentelle Therapie der AdW der DDR | Für grundlegende Arbeiten zur Entwicklung und Nutzung neuer vielfältig verwendbarer Systeme der Gentechnik |           |
| 1987 ↑ | Hans-Jürgen Brosin Wolfgang Fennel Eberhard Hagen Hans-Ulrich Lass Wolfgang Matthäus Klaus Voigt | Kollektiv aus dem Institut für Meereskunde der AdW der DDR | Für die theoretischen und experimentellen Untersuchungen zur physikalischen Ozeanographie |           |
| 1987 ↑ | Heinz Lüdemann Gerhard Mohs Werner Ostwald Konrad Schert Alfred Zimm | Kollektiv aus dem Institut für Geographie und Geoökologie der AdW der DDR, der Humboldt-Universität zu Berlin und der Forschungsleitstelle für Territorialplanung bei der Staatlichen Plankommission der DDR                                                               | Für seine wissenschaftlichen Arbeiten zur Entwicklung der ökonomischen und politischen Geographie und ihrer Anwendung in der Territorialplanung                                                                |           |
| 1987 ↑ | Heinz Eckelmann Werner Eichler Eberhardt Geißler Dieter Placzek Horst Strobel Uwe Wulf | Kollektiv aus der Staatsbank der DDR, dem VEB Datenverarbeitung der Finanzorgane Berlin, dem VEB Kombinat Robotron Dresden, dem VEB Rapido-Wägetechnik Radebeul und der Hochschule für Verkehrswesen „Friedrich List“ Dresden                                              | Für die Entwicklung und Einführung eines Systems der durchgängigen Automatisierung geldwirtschaftlicher Prozesse                                                                                               |           |
| 1988 ↑ | Winfried Hacker | Professor an der Sektion Arbeitswissenschaften der Technischen Universität Dresden | Für seine wissenschaftlichen Arbeiten auf dem Gebiet der Arbeits- und Ingenieurpsychologie |           |
| 1988 ↑ | Eckart Hurtig | Stellvertretender Leiter des Forschungsbereiches Geo- und Kosmoswissenschaften der AdW der DDR | Für seine wissenschaftlichen Arbeiten auf dem Gebiet der Geophysik |           |
| 1988 ↑ | Hermann Klenner | Wissenschaftlicher Mitarbeiter im Zentralinstitut für Philosophie der AdW der DDR | Für seine wissenschaftlichen Arbeiten auf dem Gebiet der Rechtsphilosophie, insbesondere zu den Fragen der Menschenrechte                                                                                      |           |
| 1988 ↑ | Werner Köhler | Mitglied des Hauptausschusses der NDPD, Stellvertretender Direktor und Bereichsleiter des Zentralinstituts für Mikrobiologie und experimentelle Therapie der AdW der DDR                                                                                                   | Für seine wissenschaftlichen Arbeiten auf dem Gebiet der medizinischen Mikrobiologie, insbesondere der Streptokokkenforschung                                                                                  |           |
| 1988 ↑ | Albrecht Möschwitzer | Professor an der Sektion Informationstechnik der Technischen Universität Dresden | Für seine Arbeiten in Lehre und Forschung auf dem Gebiet der Mikroelektronik |           |
| 1988 ↑ | Kurt Pätzold | Professor an der Sektion Geschichte der Humboldt-Universität zu Berlin | Für seine geschichtswissenschaftlichen Arbeiten |           |
| 1988 ↑ | Gerhard Riege | Professor an der Sektion Staats und Rechtswissenschaft der Friedrich-Schiller-Universität Jena | Für seine Staats- und rechtswissenschaftlichen Arbeiten |           |
| 1988 ↑ | Frank Bugge Günter Butzke Klaus Jacobs Lutz Lehmann Richard Schimko Klaus Thiessen | Kollektiv aus dem VEB Werk für Fernsehelektronik Berlin, dem Zentralinstitut für Optik und Spektroskopie der AdW der DDR und der Humboldt-Universität zu Berlin | Für seinen Beitrag zur Entwicklung und Produktionseinführung einer neuen Basistechnologie zur Herstellung optoelektronischer Bauelemente                                                                       |           |
| 1988 ↑ | Eberhard Borchers Dietfried Burczyk Gerd Chemnitz Friedrich Schwabe Uwe Seeger Roland Werthschützky | Kollektiv aus dem VEB Geräte- und Regler-Werke Teltow | Für die Entwicklung und Produktionseinführung neuartiger Halbleiterdrucksensoren hoher Empfindlichkeit für die Prozeßmeßtechnik                                                                                |           |
| 1988 ↑ | Karlheinz Arnold Bodo Furchheim Siegfried Panzer Klaus Schädlich Siegfried Schiller Rolf Zenker | Kollektiv aus dem VEB Werkzeugmaschinenkombinat „Fritz Heckert“ Karl-Marx-Stadt, dem Forschungsinstitut Manfred von Ardenne Dresden und der Technischen Universität Karl-Marx-Stadt                                                                                        | Für seine wissenschaftlich-technischen Leistungen bei der Entwicklung und Anwendung der Basistechnologie des Elektronenstrahlhärtens                                                                           |           |
| 1988 ↑ | Thomas von Ardenne Lutz Büchner Hans Graf Horst Lieberfeld Karl Rasch Götz Sobisch Günter Taut | Kollektiv aus dem VEB Druckguß- und Kolbenwerke Harzgerode, dem Forschungsinstitut Manfred von Ardenne Dresden und dem Zentralinstitut für Schweißtechnik der DDR Halle | Für seine Arbeiten zur Entwicklung und Anwendung der Elektronenstrahl-Umschmelzveredlung von Dieselmotorenkolben                                                                                               |           |
| 1988 ↑ | Hans-Jürgen Brauns Gerhard Kramer Wilhelm Neumann Lothar Panicke Karl Rothe Hans-Joachim Schwark | Kollektiv aus der Akademie der Landwirtschaftswissenschaften der DDR, dem Volkseigenen Kombinat Tierzucht Paretz, dem VEG Tierzucht Köllitsch, der Wilhelm-Pieck-Universität Rostock und der Karl-Marx-Universität Leipzig                                                 | Für die Entwicklung und Einführung neuer wissenschaftlich-technischer Ergebnisse zur Steigerung der Schlachtrinderproduktion                                                                                   |           |
| 1988 ↑ | Christian Berthold Heiner Kaden Friedhold Mitschke Wolfram Oelßner Wolfgang Schindler Kurt Spiegel | Kollektiv aus dem Forschungsinstitut „Kurt Schwabe“ Meinsberg | Für die Entwicklung und Produktionseinführung neuer elektrochemischer Sensoren und Meßgeräte |           |
| 1988 ↑ | Friedrich-Wilhelm Breitbarth Lutz Fabian Hans-Jürgen Tiller | Kollektiv aus der Friedrich-Schiller-Universität Jena und dem VEB Elektromat Dresden | Für die Entwicklung neuer plasmachemischer Technologien für die Produktion mikroelektronischer Bauelemente |           |
| 1988 ↑ | Rainer Grünwald Detlef Heydenbluth Gerd Jäger Michael Laubstein Wolfgang Vollrath | Kollektiv aus der Technischen Hochschule Ilmenau | Für die Entwicklung einer neuartigen speziellen interferenzoptischen Meßtechnik |           |
| 1988 ↑ | Angela Busch Hans-Jürgen Förster Hans-Joachim Niclas Ernst Schlenz Gerhard Stumm Lothar Zölch | Kollektiv aus dem Zentralinstitut für organische Chemie der AdW der DDR, dem VEB Chemiekombinat Bitterfeld und dem Staatlichen Veterinärmedizinischen Prüfungsinstitut Berlin                                                                                              | Für die Entwicklung und Produktionseinführung einer neuen Veredlungslinie für Veterinärpharmazie |           |
| 1988 ↑ | Hans Faust | Kollektiv N-15-Technik | Für die Entwicklung, Produktion und Anwendungsvorbereitung eines automatisierten Isotopenanalysemesssystems für Stoffwechseluntersuchungen                                                                     |           |
| 1988 ↑ | Wolfgang Erler Hans Faust Heinz Fischer Klaus Jung Günter Meier Frank Orthaus Günter Schmidt | Kollektiv aus dem Zentralinstitut für Isotopen- und Strahlenforschung der AdW der DDR, dem Carl Zeiss Jena und dem VEB Robotron-Meßelektronik „Otto Schön“ Dresden | Für die Entwicklung, Produktion und Anwendungsvorbereitung eines automatisierten Isotopenanalysenmessystems für Stoffwechseluntersuchungen                                                                     |           |
| 1988 ↑ | Anneliese Braun Wolfgang Heinrichs Wolfgang Marschall Klaus Steinitz | Kollektiv aus dem Zentralinstitut für Wirtschaftswissenschaften der AdW der DDR | Für seinen wissenschaftlichen Beitrag zur marxistisch-leninistischen Reproduktionstheorie |           |
| 1988 ↑ | Hans-Joachim Bernhard Erna Heckel Horst Keßler Ursula Reinhold Dieter Ulle Klaus Ziermann | Kollektiv aus der Akademie für Gesellschaftswissenschaften beim ZK der SED, der AdW der DDR und der Wilhelm-Pieck-Universität Rostock | Für seine wissenschaftlichen Arbeiten zur Erforschung der Kulturpolitik imperialistischer Länder, besonders der BRD                                                                                            |           |
| 1989 ↑ | Hans Henseke | Professor für Allgemeine Geschichte an der Pädagogischen Hochschule „Karl Liebknecht“ Potsdam | Für seine wissenschaftlichen Beiträge zur Geschichtswissenschaft und der akademischen Geschichtslehrerausbildung                                                                                               |           |
| 1989 ↑ | Hubert Laitko | Bereichsleiter im Institut für Theorie, Geschichte und Organisation der Wissenschaft der AdW der DDR | Für sein Werk „Wissenschaft in Berlin – von den Anfängen bis zum Neubeginn nach 1945“ |           |
| 1989 ↑ | Ludwig Luckner | Professor für Wasserwirtschaft an der Technischen Universität Dresden | Für seinen herausragenden Anteil an der Entwicklung der Boden- und Grundwasserwissenschaften und ihrer Anwendung in der Braunkohlenindustrie, Geologie und Wasserwirtschaft mit hoher ökonomischer Wirksamkeit |           |
| 1989 ↑ | Ingrid Mittenzwei | Forschungsgruppenleiterin im Zentralinstitut für Geschichte der AdW der DDR | Für ihre wissenschaftlichen Arbeiten auf dem Gebiet der Geschichte des Feudalismus |           |
| 1989 ↑ | Johannes Wilhelm | Bereichsleiter im Zentralinstitut für Elektronenphysik der AdW der DDR | Für seine Forschungen zur Elektronenkinetik von Niederdruckplasmen |           |
| 1989 ↑ | Reiner Dehner Angelika Heilmann Heiner Klotzsche Joachim Kötter Karl-Heinz Nestler Rainer Schubert | Kollektiv aus dem VEB Kombinat „Otto Grotewohl“ Böhlen und dem VEB Leuna-Werke „Walter Ulbricht“ | Für ein neues hocheffektives Verfahren zur Herstellung von hydriertem Dieselkraftstoff und die Selektivhydrierung in der Olefinerzeugung                                                                       |           |
| 1989 ↑ | Manfred Dauderstädt Rüdiger Hörn Klaus Kutzer Edgar Linke Wolfgang Podlesak Achim Reinbothe | Kollektiv aus dem VEB Kombinat Agrochemie Piesteritz, dem Institut für Pflanzenernährung der Akademie der Landwirtschaftswissenschaften der DDR und der Agrar-Industrie-Vereinigung Querfurt                                                                               | Für die Entwicklung und Anwendung von Flüssigdüngern auf der Basis von Ammonnitrat-Harnstoff-Lösungen und in Kombination mit Agrochemikalien                                                                   |           |
| 1989 ↑ | Ulrich Adolph Horst Bartsch Bernd Krause Helmut Ruprecht Günter Schröck Wolfgang Westphal | Kollektiv aus dem VEB Maschinen- und Apparatebau Schkeuditz | Für die Entwicklung, Vorbereitung und Produktionsüberführung einer neuen Hermetikverdichterbaureihe |           |
| 1989 ↑ | Alfred Iwainsky Bernd Kaufmann Tatjana Mitterer Wolfgang Schulze Wolfgang Wiacek | Kollektiv aus dem VEB Werkzeugmaschinenkombinat „7. Oktober“ Berlin und dem Zentralinstitut für Kybernetik und Informationsprozesse der AdW der DDR | Für Bausteine der rechnerintegrierten Modellierung und Produktion von Blechformteilen |           |
| 1989 ↑ | Eberhard Aurich Wolfram Engel Erhard Kopp Eberhard Kreßner Regina Pierschel Wolfgang Sträube | Kollektiv aus dem VEB Kombinat Trikotagen Karl-Marx-Stadt | Für die Schaffung flexibel automatisierter Lösungen durch Verkettung von Veredlungs- und Konfektionsprozessen in der Fertigung von Trikotagen                                                                  |           |
| 1989 ↑ | Wolfgang Andersson Jürgen Dienst Helmut Dost Siegfried Haase Harry Kreher Ralf-Rüdiger Langer | Kollektiv aus dem VEB dkk Scharfenstein | Für neue Lösungen der automatischen Produktion kleiner Kälteaggregate |           |
| 1989 ↑ | Wolfgang Fessel Karl-Heinz Grimmer Klaus Henkes Brigitta Nelle Otmar Spangenbert Kurt Zube | Kollektiv der INTERFLUG | Für die Entwicklung und Einführung durchgängig rechnergestützter Ausbildungs- und Trainingsstrategien für den Hochtechnologieeinsatz im Luftverkehr                                                            |           |
| 1989 ↑ | Wolfram Seidner Reiner Tostmann Hermann Wagner Jürgen Wendler | Kollektiv aus der Humboldt-Universität zu Berlin und dem VEB Transformatoren- und Röntgenwerk „Hermann Matern“ Dresden | Für die Entwicklung und Produktion von Geräten zur Stimmdiagnostik sowie die Entwicklung und Einführung von neuen mikrochirurgischen Methoden zur Stimmverbesserung                                            |           |
| 1989 ↑ | Lothar Bayer Otto Gallenmüller Wolfgang Heyde Egon Müller Franz Pleschak Eberhard Prajer Horst Trauer | Kollektiv aus der Technischen Universität Dresden, der Bergakademie Freiberg, dem Zentralinstitut für Sozialistische Wirtschaftsführung beim ZK der SED und der Akademie für Gesellschaftswissenschaften beim ZK der SED                                                   | Für herausragende Leistungen bei der Schaffung theoretischer Grundlagen der sozialistischen Betriebswirtschaft                                                                                                 |           |
| 1989 ↑ | Erich Hocke Siegfried Keil Wolfgang Scheler | Kollektiv aus der Militärakademie „Friedrich Engels“ Dresden | Für seine Beiträge zur marxistisch-leninistischen Theorie über Frieden, Krieg und Streitkräfte |           |
| 1989 ↑ | Peter Barthei Roland Beyreuther Heinrich Hofmann Andreas Schöne Eberhard Tseter Karlheinz Wiltzer | Kollektiv aus dem Institut für Technologie der Polymere der AdW der DDR und dem VEB Chemiefaserkombinat „Wilhelm Pieck“ Schwarza | Für die Erarbeitung der wissenschaftlichen, prozeßanalytischen und technisch-technologischen Grundlagen des Hochgeschwindigkeitsspinnens von Syntheseseiden und deren komplexe Nutzung in der Produktion       |           |